# Пять дней (фильм)
«Пять дней» (итал. Le cinque giornate) — итальянский художественный фильм 1973 года с Адриано Челентано в главной роли. Жанр фильма — военная драма с элементами комедии.

## Сюжет
1848 год. Действие фильма происходит во время борьбы патриотических сил Италии против владычества Австрии, конкретно — Пяти дней Милана 1848 года. Тюремную стену пробивает случайный снаряд, чем пользуется один из заключенных — бездомный вор по имени Кайнаццо. Пока он находился в тюрьме, Италия превратилась в место политических раздоров. Ничего не понимающий, вырвавшийся на свободу Кайнаццо попадает во множество смешных, а иногда даже страшных приключений вместе со своим случайным другом — пекарем Ромоло. Перед полуграмотным воришкой, сохранившим остатки человечности, предстают все ужасы революционного террора. Потеряв единственного друга, разочаровавшись в людях и ложных идеях, Кайнаццо отваживается открыто выступить против тех, кто ради собственной наживы и политических амбиций надувает простой народ...

## В ролях
- Адриано Челентано;
- Энцо Черузико;
- Марилу Толо;
- Луиза Де Сантис;
- Глауко Онорато;
- Серджо Грациани;
- Сальваторе Баккаро;
- Лоредана Мартинес.

## Съёмочная группа
- Режиссёр — Дарио Ардженто;
- Оператор — Луиджи Кувейллер;
- Сценарий — Дарио Ардженто, Луиджи Коцци;
- Композитор — Джорджо Гаслини;
- Продюсеры — Клаудио Ардженто, Сальваторе Ардженто.